# دیدار در استانبول
دیدار در استانبول فیلمی به کارگردانی و نویسندگی افشین شرکت محصول سال ۱۳۷۰ است.

## خلاصه داستان
در کوران جنگ تحمیلی علی که تاب تحمل سختی‌های زندگی را ندارد، همسرش زهره و فرزندش علیرضا را ترک می‌کند و به استانبول مهاجرت می‌کند. زهره که از هر سو تحت فشار قرار گرفته خانه پدری اش را ترک می‌کند و با مشکلات زندگی می‌سازد اما هیچ‌یک از تلاش‌های او برای یافتن شوهر در وطن نتیجه ای نمی‌دهد. حتی خاتمه جنگ و برقراری صلح موجب نمی‌شود که علی به وطن بازگردد. در چنین وضعی زهره تصمیم می‌گیرد برای بازگرداندن علی به ترکیه سفر کند. او پس از جستجوی زیاد درمی یابد که علی به کارهای خلاف کشانده شده و از سوی پلیس تحت تعقیب است. عاقبت زهره با یکی از دوستان علی آشنا می‌شود و او محل کار علی را به زهره نشان می‌دهد. اما علی با شنیدن صدای زهره می‌گریزد و تصمیم به خودکشی می‌گیرد، اما زهره سربزنگاه می‌رسد و علی را نجات می‌دهد.

## بازیگران
- رؤیا نونهالی
- رضا رویگری
- مرجانه دلدارگلچین
- نادیا دلدارگلچین
- شهلا ریاحی
- پروین سلیمانی
- فرخ‌لقا هوشمند
- مهری مهرنیا
- عباس جهانبخش
- فاطمه طاهری
- آتش تقی‌پور
- امیرحسین خان‌شهری
- مهری ودادیان
- محمد ورشوچی
- حمداله عابدی
- شهرناز کاشفی
- طاهره جهانبخش
- ملیکا شریفی‌نیا
- میلاد کاشفی
- راحله حکیم‌زاده
- ایرج سرباز
- حسین بوریاباف
- شهریار حکیم‌زاده
- علیرضا عابدی
- شهرزاد کاشفی
- علیرضا رضایی
- مارال حیدری
- رحمان مقدم
- محمد قاصدی
- جمشید محمدبیگی
- نسرین سرهنگ‌پور
- کاظم شیرین سخن
- محمد کاشفی
- حسین منتظری
- پرویز سندایی
- ستاره مظفریان
- مهتاب مظفریان
- مجید امانی‌زاده
- باهری ازومیر
- سراب کدیک
- حایاتی انونسری
- باهار کسیر